# 640

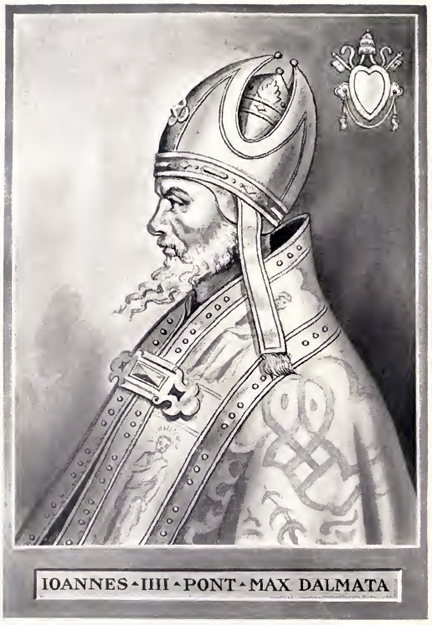
Paus Johannes IV (640-642)

Het jaar 640 is het 40e jaar in de 7e eeuw volgens de christelijke jaartelling.

## Gebeurtenissen

### Brittannië
- 20 januari - Koning Eadbald van Kent overlijdt na een regeerperiode van 24 jaar en wordt opgevolgd door zijn zoon Earconbert. Hij laat tijdens zijn bewind de heidense beelden (Romeinse afgodsbeelden) vernietigen en verplicht de vastentijd in Zuidoost-Engeland.

### Europa
- 21 februari - Pepijn van Landen, hofmeier en stamvader van de Karolingen, overlijdt en wordt na een korte regering van Otto opgevolgd door Grimoald I (zoon van Pepijn). Hij wordt hoofd van de hofhouding in Austrasië en de machtigste man van het Frankische Rijk.
- Oktober - Clovis II (bijna 3 jaar oud) bestijgt als koning de troon van Neustrië en Bourgondië. Hij wordt onder de hoede gesteld van Aega die als hofmeier Clovis begeleidt.

### Midden-Oosten
- 22 december - Alexandrië geeft zich over aan de islamitische troepen van Kalief Omar, die de beroemde bibliotheek van Alexandrië leeghalen en een boekverbranding aanrichten.

### Godsdienst
- Nestoriaanse monniken uit Perzië en Klein-Azië bouwen in Chang'an, hoofdstad van de Tang-dynastie, de Daqin-pagode: een van de oudste christelijke kerken in China.
- 13 mei - Eligius wordt benoemd tot bisschop van Doornik en Noyon, als opvolger van Acharius. Hij richt zich op de kerstening van o.a. de Franken.
- 28 mei - Paus Severinus volgt Honorius I op als de 71e paus van de Katholieke Kerk. Hij overlijdt na een pontificaat van slechts 2 maanden.
- 24 december - Paus Johannes IV (640-642) wordt benoemd tot 72e paus. Zijn pontificaat wordt beheerst door onenigheid over het monotheletisme.
- Ida, weduwe van Pepijn van Landen, sticht de abdij van Nijvel. De eerste abdis wordt haar dochter Gertrudis van Nijvel. (waarschijnlijke datum)

## Geboren
- Ceolfried, Angelsaksisch abt (waarschijnlijke datum)
- Egidius de Eremiet, Frankisch abt (waarschijnlijke datum)
- Ethelreda, Angelsaksisch prinses (overleden 679)
- Eticho I, Frankisch hertog (waarschijnlijke datum)
- Godeberta, Frankisch abdis (waarschijnlijke datum)
- Gotfried, hertog van Allemanië (waarschijnlijke datum)
- Irmina van Oeren, Frankisch edelvrouw (waarschijnlijke datum)
- Killianus, Iers missionaris (waarschijnlijke datum)
- Wolfram van Sens, Frankisch missionaris (waarschijnlijke datum)

## Overleden
- Alena van Dilbeek, Frankisch martelares (waarschijnlijke datum)
- 16 augustus - Arnulf van Metz, Frankisch edelman en bisschop
- 20 januari - Eadbald, koning van Kent (waarschijnlijke datum)
- 16 oktober - Gallus, Iers monnik en missionaris (of 620)
- 21 februari - Pepijn van Landen, hofmeier van Austrasië (of 639)
- 12 september - Sac K'uk', Maya koningin (ahau) van Palenque
- 2 augustus - Severinus, paus van de Katholieke Kerk